# Ascobolus roseopurpurascens
Ascobolus roseopurpurascens är en svampart som beskrevs av Rehm 1896. Ascobolus roseopurpurascens ingår i släktet Ascobolus och familjen Ascobolaceae.  Arten är reproducerande i Sverige. Inga underarter finns listade i Catalogue of Life.